# غوهران (مقاطعة بشاكرد)
غوهران (بالفارسية: گوهران) هي قرية تقع في إيران في Gowharan Rural District. يقدر عدد سكانها بـ 828 نسمة .